# Court hand

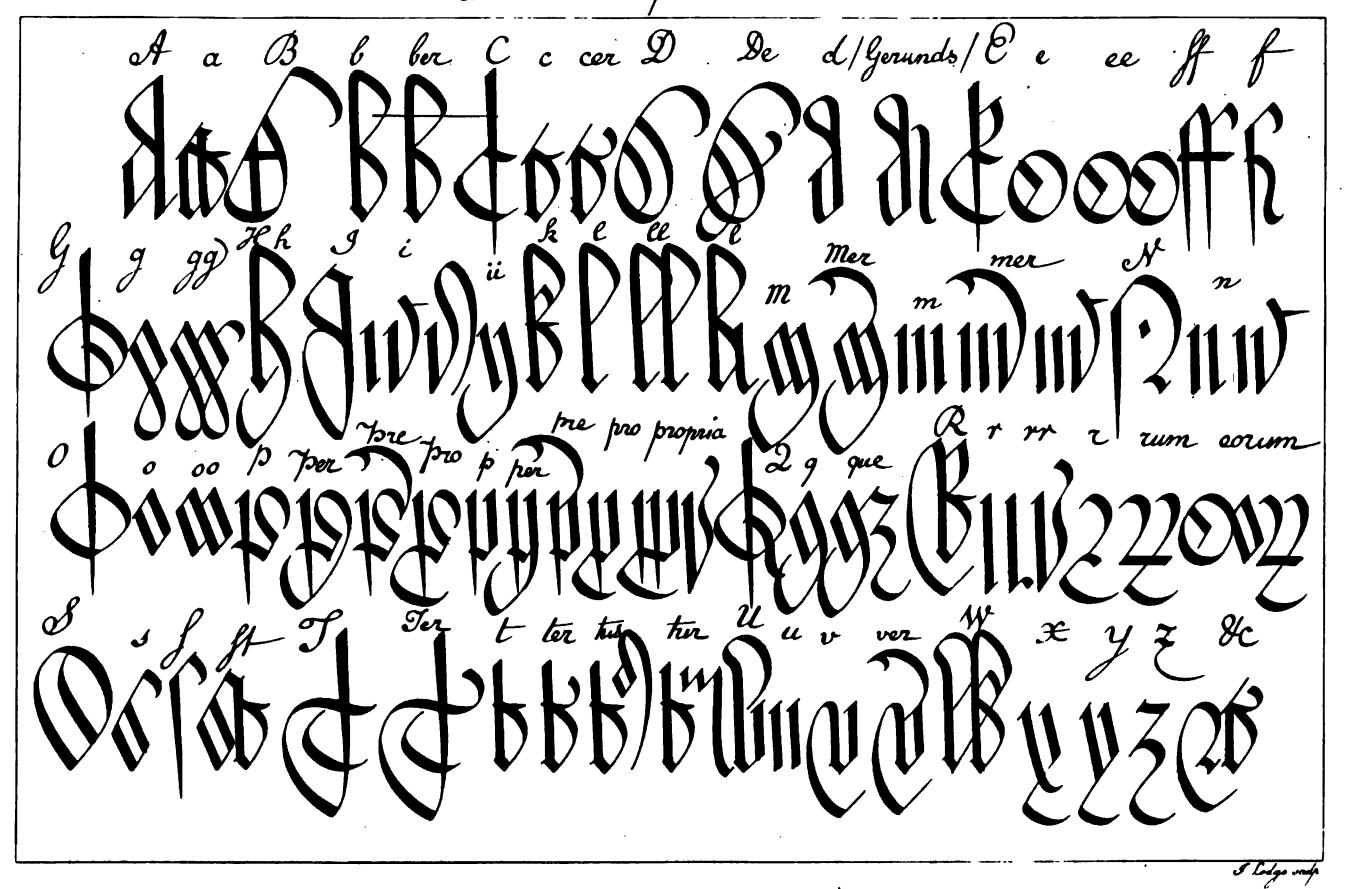
«Судебный почерк»: прописной и строчный алфавит и некоторые сокращения слогов

Court hand (дословно — «судебный почерк»; также англ. common law hand, дословно — «почерк общего права»; лат. Anglicana, дословно — «английский»; лат. cursiva antiquior, дословно — «старый курсив»; англ. charter hand, дословно — «хартийный почерк») — стиль почерка, использовавшийся в средневековых английских судах, а позже профессиональными юристами и клерками. «Он заметно вытянут в высоту, его буквы плотно прижаты друг к другу и имеют чрезвычайно длинные выносные элементы, причём нижние часто, а верхние иногда закругляются широкими изгибами в форме полумесяца».

## История
Почерк получил своё название из-за того, что он в основном ассоциировался с официальными протоколами судов общей юрисдикции и королевской скамьи, хотя его использование не ограничивалось ими. В течение XVII и XVIII веков почерк становился всё более стилизованным, вплоть до практической нечитаемости для непосвящённых. Был запрещён к использованию в английских судах в 1731 году «Законом о судопроизводстве» (4 Geo. II, c. 26), который требовал, чтобы, начиная с 25 марта 1733 года, судебные разбирательства «были написаны таким обычным разборчивым почерком и такими символами, какими обычно заполняются акты парламента <…> и не каким либо почерком, обычно называемым судебным, и в словах полных, без сокращений». Однако даже в XIX веке умение читать судебный почерк считалось полезным для любого, кому приходилось иметь дело со старыми судебными протоколами.

## Буквы и сокращения

### Алфавит
|     |     |     |     |   |     |   |   |
| A   | a   | B   | b   | C | c   | D | d |
|     |     |     |     |   |     |   |   |
| E   | e   | F/ﬀ | f   | G | g   | H | h |
|     |     |     |     |   |     |   |   |
| I/J | i/j | i/j | i/j | K | k   | L | l |
|     |     |     |     |   |     |   |   |
| M   | m   | N   | n   | O | o   | P | p |
|     |     |     |     |   |     |   |   |
| Q   | q   | n   | R   | r | r   | r | ꝛ |
|     |     |     |     |   |     |   |   |
| S   | s   | ſ   | T   | t | U/V | u | v |
|     |     |     |     |   |     |   |   |
| W/Ꟃ | w/ꟃ | X   | x   | Y | y   | Z | z |

В ранних документах встречались также следующие древнеанглийские буквы:
- ð — после XII века встречается почти исключительно в копиях более ранних документов; по своему начертанию совпала со знаком сокращения đ;
- þ — использовалась до XVI века, к этому времени совпала в написании с y;
- ƿ — как и ð, после XII века почти не встречается; в XV веке копировальщиками часто путалась с þ и y;
- ᵹ/ȝ — использовалась с XII по XV века; в XIV—XV веках стала неотличима от z;

### Лигатуры
| Изображение | Символ | Значение | Примечания                                  |
| ----------- | ------ | -------- | ------------------------------------------- |
|             |        | ct       |                                             |
|             | ﬀ      | ff/F     | Вытеснила заглавную F после конца XIII века |
|             | ﬆ      | st       |                                             |

### Сокращения
| Изображение       | Символ            | Значение          | Примечания                                                                                              |
| Специальные знаки | Специальные знаки | Специальные знаки | Специальные знаки                                                                                       |
| ----------------- | ----------------- | ----------------- | --- |
|                   | ◌̄                 | m, n              | Также может обозначать -er и многие другие опущения                                                     |
|                   | ʳ                 | -er               | Также -re, -ir, -or и другие опущения; в сочетании с высокими буквами часто заменяется на простую черту |
|                   | ꝰ                 | -us               | Иногда -os                                                                                              |
|                   | ꝯ                 | con-              | Выглядит идентично предыдущему и отличается лишь размером и расположением                               |
|                   | ◌ᷣ                 | -ur               | Иногда -tur                                                                                             |
|                   | ;, ꝫ              | -et               | Также -ue и -us; может обозначать пропуск других букв перед -et                                         |
|                   | 🙲, &              | et                | Не встречается в середине слов после 1200 года                                                          |
|                   | ⁊, ˜t             | et                | Заменил предыдущую форму везде, кроме как в начале слова                                                |
|                   | ÷                 | est               | После XII века встречается редко                                                                        |
|                   | ꝭ                 | -es, -is          | Мог обозначать опущения, но позже его значение стало конкретнее                                         |
| Модификации букв  |                   |                   | |
|                   | ħ                 | hec               | |
|                   | ḣ                 | hoc               | |
|                   | hꝰ                | hujus             | |
|                   | p̄                 | pre               | Позже была вытеснена ꝕ                                                                                  |
|                   | ꝑ                 | per               | |
|                   | ꝓ                 | pro               | |
|                   | pꝰ                | post              | |
|                   | q̄                 | que               | |
|                   | ꝗ̄                 | quem              | |
|                   | ꝗᵃ                | quam              | |
|                   | ꝗ                 | quod              | |
|                   | ꝗⁱ                | quid              | |
|                   | qꝫ                | que               | |
|                   | qꝛ                | quia              | |
|                   | ꝝ                 | -rum              | Также обозначает опущение                                                                               |
|                   | ẝ                 | ser-              | Также обозначает опущение; может записываться как ſꝫ                                                    |
|                   | vꝫ                | verch             | В валлийских именах                                                                                     |

### Опущения
| Изображение | Символ | Значение | Примечания |
| ----------- | ------ | -------- | ---------- |
|             | đ      |          |            |
|             | Đ      | De       |            |
|             | Ẽ      |          |            |
|             | ﬀ      |          |            |
|             | g̃      |          |            |
|             | ꝃ      |          |            |
|             | ỻ      | ll       |            |
|             | m̃      |          |            |
|             | ñ      |          |            |
|             | NT     |          |            |
|             | ⓠ      | que      |            |
|             | r̃      |          |            |
|             | ꝶ      |          |            |
|             | s̃      |          |            |
|             | ⓣ      |          |            |
|             | T̃      |          |            |
|             | x̃      |          |            |

## В литературе
В шекспировском «Генрихе VI, часть 2» (1591 г.), в четвёртом действии, второй сцене, Дик Турпин говорит о писце: «Он даже может составлять контракты и писать по-судейски».
В романе Чарльза Диккенса «Холодный дом» (1852 г.) Леди Дедлок начинает важный второстепенный сюжет, замечая конкретную «руку закона» на юридическом документе.
«Судебный почерк» упоминается в повести Теренса Хэнбери Уайта «Меч в камне» (1938 г.).